# ۸۱۴ (قمری)
۸۱۴ (قمری)، هشتصد و چهاردهمین سال در گاهشماری هجری قمری است. اول محرم این سال برابر با چهارم مه سال ۱۴۱۱ میلادی است.

## وابسته
- فهرست شاهان ایران
- جلایریان